# Kevin O'Connell
Kevin O'Connell (n. Long Island, Nueva York; 27 de noviembre de 1957) es un sonidista estadounidense. Fue la persona con el mayor número de candidaturas al premio Óscar, sin ninguna  victoria; finalmente lo ganó en su vigésima primera nominación en 2017 por su colaboración en la película Hasta el último hombre, de  Mel Gibson. Impuso el récord originalmente en 2006 al obtener su decimoctava nominación, por lo cual fue conocido como el «nominado con la peor suerte en la historia de los Óscar».

## Premios y nominaciones
O'Connell ganó el premio Emmy por su trabajo en la serie de televisión Lonesome Dove. Además de sus 21 nominaciones al Óscar, ha sido candidato en 13 ocasiones al Premio de la Sociedad de Sonidistas Cinematográficos (Cinema Audio Society), dos premios Satellite y dos BAFTA. Su nombre fue devuelto a la luz pública en 2007 luego de ofrecer una entrevista para CBS Evening News.
Premios Óscar
| Año  | Categoría             | Película               | Resultado |
| ---- | --------------------- | ---------------------- | --------- |
| 1983 | Mejor sonido          | La fuerza del cariño   | Nominado  |
| 1984 | Mejor sonido          | Dune                   | Nominado  |
| 1986 | Mejor sonido          | Silverado              | Nominado  |
| 1987 | Mejor sonido          | Top Gun                | Nominado  |
| 1990 | Mejor sonido          | Black Rain             | Nominado  |
| 1991 | Mejor sonido          | Days of Thunder        | Nominado  |
| 1993 | Mejor sonido          | A Few Good Men         | Nominado  |
| 1996 | Mejor sonido          | Marea roja             | Nominado  |
| 1997 | Mejor sonido          | The Rock/La Roca       | Nominado  |
| 1997 | Mejor sonido          | Twister                | Nominado  |
| 1998 | Mejor sonido          | Con Air                | Nominado  |
| 1999 | Mejor sonido          | La máscara del Zorro   | Nominado  |
| 1999 | Mejor sonido          | Armageddon             | Nominado  |
| 2001 | Mejor sonido          | The Patriot            | Nominado  |
| 2002 | Mejor sonido          | Pearl Harbor           | Nominado  |
| 2003 | Mejor sonido          | Spider-Man             | Nominado  |
| 2005 | Mejor sonido          | Spider-Man 2           | Nominado  |
| 2006 | Óscar al mejor sonido | Memorias de una geisha | Nominado  |
| 2007 | Óscar al mejor sonido | Apocalypto             | Nominado  |
| 2008 | Óscar al mejor sonido | Transformers           | Nominado  |
| 2017 | Óscar al mejor sonido | Hasta el último hombre | Ganador   |

Tras su vigésima nominación al Óscar en 2007 por Transformers, O'Connell comentó: «Si pudieras embotellar lo que sentí esta mañana cuando supe que estaba nominado, la gente no compraría más drogas porque esta [sensación] es simplemente lo mejor en el planeta».